# Cathédrale Saint-Nicolas-le-Thaumaturge d'Ixelles
La cathédrale Saint-Nicolas-le-Thaumaturge est un édifice religieux orthodoxe sis à Ixelles, commune limitrophe de la ville de Bruxelles (Belgique). Simple maison sise au n°29 de la rue des Chevaliers, la cathédrale n’en est pas moins la plus ancienne église orthodoxe russe de Belgique et, depuis 1969, siège de l’Archevêché Orthodoxe de Belgique et Exarchat des Pays-Bas et du Luxembourg’.

## Histoire
Le prince Nikolaï A. Orlov, ministre de la Cour impériale de Russie auprès de la cour de Belgique (1860-1870) se crée en 1862 une chapelle privée dans sa résidence. C’est le premier lieu de culte orthodoxe russe en Belgique. En 1876 cette chapelle passe sous la juridiction du ministère des affaires étrangères de l'empire russe et s'installe au n°29 de la rue des Chevaliers.
L’émigration russe ayant fortement augmenté à la suite de la Révolution bolchevique (1917) une éparchie est créée en 1929, avec Alexander Alexandrovitch Nemolovsky (1886-1960) comme premier archevêque. En 1937, l’archevêché rejoint l’Église orthodoxe russe hors frontières. En 1985 l’Église orthodoxe est officiellement reconnue en Belgique. 
L’église cathédrale de l'archevêché est une maison qui, du moins en façade, ne se démarque en rien des autres bâtiments de la rue des chevaliers.
Les services liturgiques sont célébrés en slavon.